# Okay-reeks
De Okay-reeks is een reeks stripalbums uitgegeven door de uitgeverij Dupuis in 1972. 
Het zijn stripverhalen uit het weekblad Robbedoes die daarvoor nog niet in albumvorm waren uitgegeven. Voor deze stripreeksen was de Okay uitgave de eerste albumpublicatie.
Bij de vermelding "Okay-album" hoort de ondertitel een selectie uit het weekblad Robbedoes.  

## Albums
De Okay-reeks omvat de volgende albums :
- 1 Sammy en Jack Attaway, Lijfwachtverhalen
- 2 De Minimensjes, Alarm in Ellendam
- 3 Cara en Calebas, De musketiers
- 4 Sandy en Hoppy, Koala's in gevaar
- 5 De Krobbels, De dreiging van de krobbels
- 6 Isabel, Het betoverde schilderij